# 大建中湯
大建中湯（だいけんちゅうとう）とは、漢方薬方剤の一種。

## 概要
冷えが原因である腹痛に用い、これにより便秘にも効果がある。大建中湯の「中」とは体の中心部である胃腸を現しており胃腸を大きく建立し丈夫にするという意味合いがある。

## 適応症
腹が冷えて痛み、腹部膨満感のものに使用する。

### 西洋医学への応用
大腸の手術後などに腸閉塞症を起こす患者が多いが、大建中湯には腸閉塞を早期に回復させ、予防にも効果があることがわかり、手術後の主治療薬としての新たな活用が試みられている。

## 組成
人参（ニンジン）・山椒（サンショウ）・乾姜（カンキョウ）を一定の割合で混合して煎じ、水飴を加える。

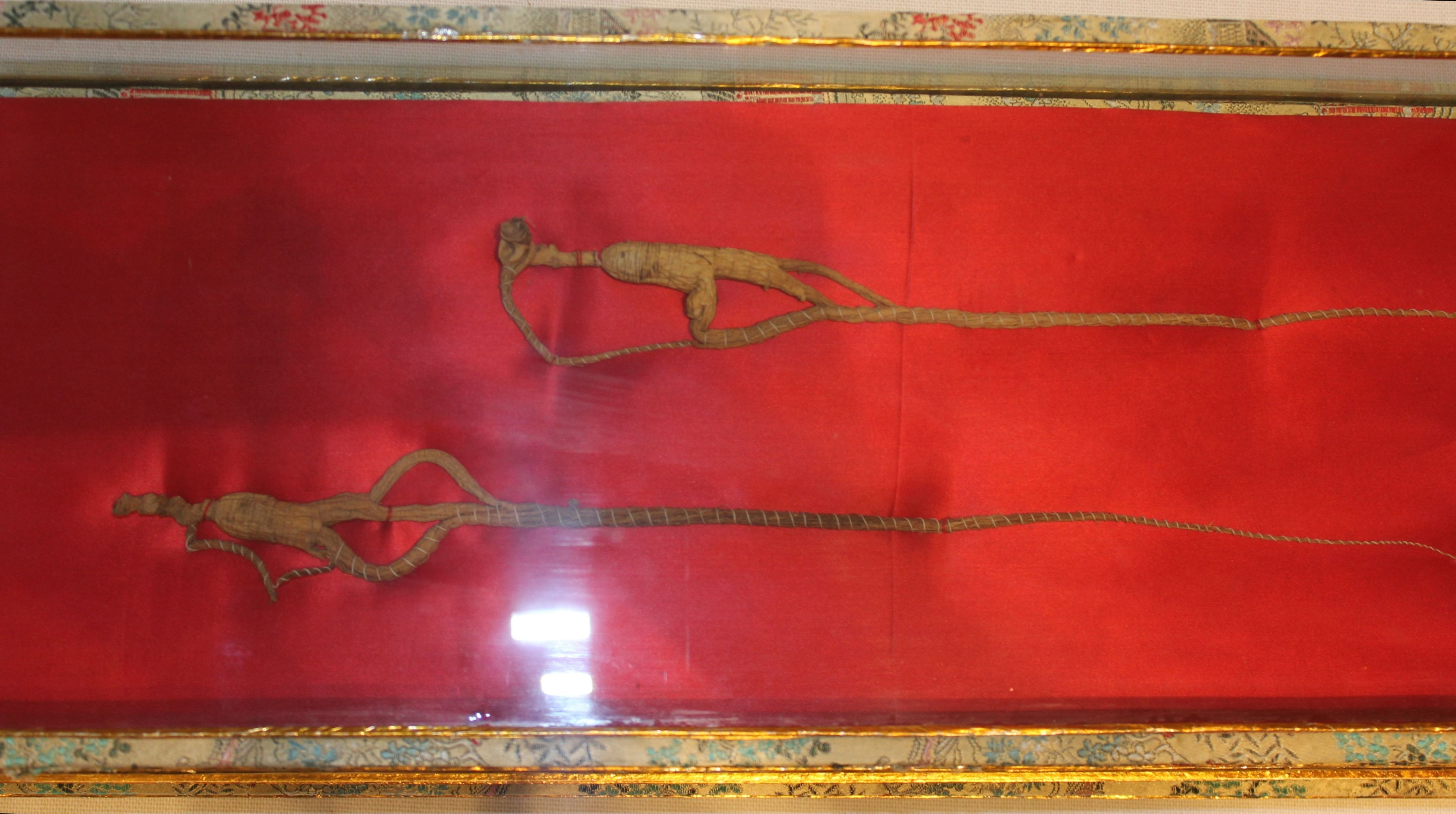
人参
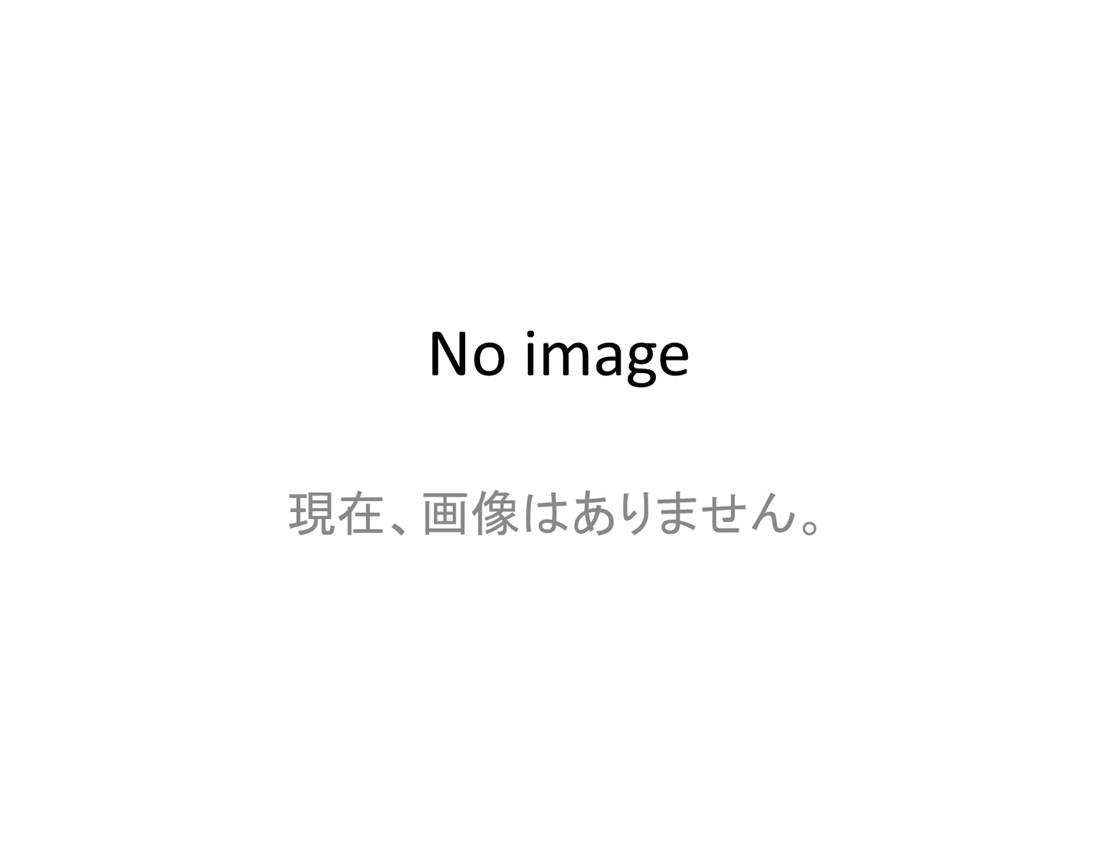
乾姜
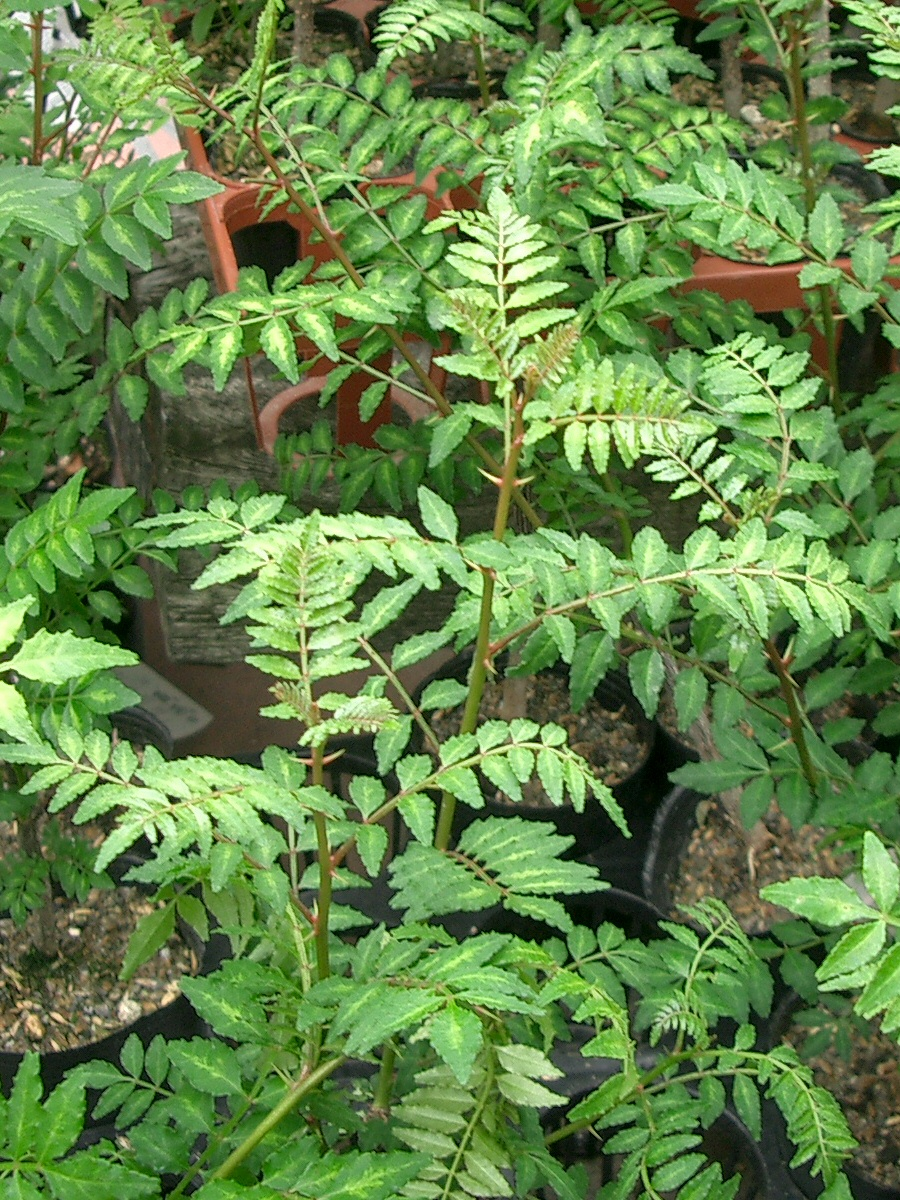
山椒

## 副作用
肝臓の重い症状（めったにないが初期症状等にある場合があるので念のため注意）
- だるい、食欲不振、吐き気、発熱、発疹、かゆみ、皮膚や白目が黄色くなる、尿が褐色、胃の不快感、腹痛、下痢、発赤

### 併用注意
- 持病のある人は医師に伝えておく。
- 市販薬も含め服用中の薬を医師に教えておく。
- 肝臓の悪い人は、肝機能値に注意するなど慎重に用いるようにする。

### その他注意
- 普通、漢方薬は食前もしくは食間（空腹時）に飲み顆粒は、お湯で溶かしてから、ゆったりした気分で飲むのがよい。しかしむかつくときは、水で飲んでもかまわない。だが、かえって食欲がなくなったり、吐き気を催すようならば、食後でもよいと思われる。
- 効果のないときは、医師と相談が必要。